# Kunta Kinte
Kunta Kinte è il protagonista del romanzo Radici di Alex Haley, e della miniserie televisiva omonima ad esso ispirata.
Radici è riconosciuto come un misto di realtà e finzione. Kunta Kinte era un mandingo, catturato nel villaggio di Jufureh in Gambia e trasportato ad Annapolis, dove fu venduto ad un proprietario terriero di Contea di Spotsylvania, Virginia. Vi è un monumento dedicato a Kunta Kinte ad Annapolis, uno dei pochi al mondo a portare il nome di uno schiavo africano. La targa fu rubata 48 ore dopo la sua installazione, nel 1991, probabilmente da parte del Ku Klux Klan. Non è mai stata ritrovata ed è stata sostituita due mesi dopo.

## Storia del personaggio
La vicenda ha inizio nel 1750 in Africa, precisamente a Jufureh in Gambia, con la nascita del protagonista, primo dei quattro figli del guerriero Omoro e di Binta Kebba. Haley descrive la severa educazione di Kunta e il rigore della formazione. A diciassette anni, mentre si trova lontano dal villaggio per cercare legna per realizzare un tamburo, Kunta è aggredito, catturato e fatto prigioniero da schiavisti bianchi. Lo scrittore descrive le umiliazioni che deve sopportare il giovane guerriero, tra le quali la marcatura a fuoco.
Kunta viene rinchiuso in una nave insieme ad altri 139 schiavi e portato in America. Dopo un viaggio di tre mesi, che solo 98 schiavi partiti dalla costa africana portano a termine, Kunta giunge in Maryland, dove è venduto a un grande coltivatore, che gli cambia il nome in Toby. Per il resto della sua vita Kunta non abbandona mai i suoi sogni di libertà e l'idea di fuggire. Sposa Bell Waller - anche lei schiava - e ha una figlia di nome Kizzy, che viene venduta pochi anni dopo per aver scritto una falsa autorizzazione di viaggio per un giovane schiavo di cui lei è innamorata. Il resto del libro racconta la storia delle quattro generazioni tra Kizzy e Alex Haley, descrivendo la loro sofferenza in America.

## Storicità
Nel romanzo i personaggi e la genealogia sono presentati come realmente esistiti, a partire dal più affascinante, Kunta Kinte. Dato che fu sempre pressoché impossibile avere dettagli sulla vita di uno schiavo (tramandati oralmente o da documenti), molti di questi dettagli sono inventati, ma ciò da solo non ne metterebbe in dubbio la storicità (uno dei motivi del successo del libro). Inoltre Haley illustrò i suoi metodi di ricerca basati sull'analisi di documenti trovati in decine di biblioteche e altri archivi in tre continenti: America, Africa ed Europa.
Dopo la morte di Haley si poté cercare tra le sue carte: secondo un articolo pubblicato nel 1993 da Philip Nobile sulla rivista The Village Voice con il titolo Uncovering roots non si trovarono conferme su Kunta Kinte, che quindi sarebbe stato un'invenzione letteraria.
Secondo il biografo di Haley, Robert J. Norrel, che ha avuto accesso alle numerose interviste realizzate da Anne Romaine ad amici e collaboratori di Haley quando era ancora in vita, questi avrebbe rielaborato e drammatizzato le storie di famiglia raccontate da sua Nonna e che includevano un antenato di nome Kunta Kinte. L'effettiva esistenza del personaggio descritto da Haley non è quindi un fatto storicamente documentato, ma egli è stato parte della storia orale di una specifica famiglia. Storia che è stata effettivamente tramandata nel corso di generazioni, come ricostruito dai biografi di Haley.
Radici aveva subito violente critiche di molti storici fin dall'uscita. Inoltre nel 1978 Haley fu condannato per plagio. Sempre secondo l'articolo di The Village Voice aveva copiato 80 passaggi dal romanzo di Harold Courlander The African; Robert J. Norrel, ha successivamente dimostrato che i passaggi incriminati erano "solo" tre o quattro.
Haley, che aveva già scritto una notissima biografia di Malcom X, fu in qualche modo protetto dai giudici e fu condannato a pagare una multa di 650.000 dollari.

## Riferimenti nella cultura di massa
Il rapper Kendrick Lamar gli ha dedicato nel 2015 il brano King Kunta, estratto dal suo album To Pimp a Butterfly. Al personaggio Daniele Silvestri ha dedicato la canzone Kunta Kinte del suo live Livre trânsito. Viene citato anche in una scena de Il principe cerca moglie e nel film polacco Chłopaki nie płaczą.